# Verband der Chemischen Industrie

Hauptgebäude in Frankfurt am Main

Der Verband der Chemischen Industrie e. V. (VCI) ist der Wirtschaftsverband der Chemieindustrie in Deutschland mit Sitz in Frankfurt am Main. Der VCI ist ein eingetragener Verein und Mitglied im Bundesverband der Deutschen Industrie. Er vertritt die Interessen der Branche gegenüber Politik und Behörden sowie anderen Bereichen der Wirtschaft, der Wissenschaft und den Medien. Als Mitglied im europäischen Chemieverband CEFIC (European Chemical Industry Council) ist er aktiv in die europäische Lobbyarbeit eingebunden. Internationale Themen werden über den Welt-Chemieverband International Council of Chemical Associations koordiniert, in den der VCI sich ebenfalls einbringt. Der Verband ist Mitglied im Interessenverband Energieintensive Industrien in Deutschland.

## Geschichte
Der Verband wurde als Verein zur Wahrung der Interessen der Chemischen Industrie Deutschlands am 25. November 1877 im Hotel Frankfurter Hof in Frankfurt am Main mit Sitz in Berlin gegründet. Der erste Vorsitzende war Fritz Kalle und der erste Geschäftsführer Otto Wenzel. In den 1920er Jahren waren Carl Duisberg Vorsitzender und Franz Oppenheim Schatzmeister.
Im Jahr 1934 wurde der Verein durch die Nationalsozialistische Regierung zwangsweise aufgelöst und durch die "Wirtschaftsgruppe chemische Industrie" ersetzt.
Nach dem Zweiten Weltkrieg wurde der Verband am 8. Dezember 1950 unter der heutigen Bezeichnung Verband der Chemischen Industrie e. V. neu gegründet.
Der Verband vertritt rund 2.300 Mitgliedsunternehmen aus der Chemie- und Pharmaindustrie und verwandten Branchen. Mit 27 Fachverbänden und -vereinigungen zählt der VCI zu den größten Industrieverbänden in Deutschland. 2024 waren in den vom VCI vertretenen Unternehmen mehr als 560.000 Personen beschäftigt. Die Mitgliedsunternehmen erwirtschafteten rund 240 Milliarden Euro Umsatz.
Die deutsche Chemie- und Pharmaindustrie exportierte 2023 Erzeugnisse im Wert von rund 255 Mrd. Euro. In Forschung & Entwicklung flossen 2023 rund 15,5 Milliarden Euro. Rund 9,2 Milliarden Euro investierten deutsche Chemie- und Pharmaunternehmen 2023 in Sachanlagen im Inland.
Präsident des Verbandes ist seit September 2022 Markus Steilemann, Vorstandsvorsitzender von Covestro. Hauptgeschäftsführer ist Wolfgang Große Entrup. Der Sitz des Verbandes ist Frankfurt am Main.
Der VCI wirkte erfolgreich auf Wirtschaftsminister Peter Altmaier ein, das Erneuerbare-Energien-Gesetz (EEG) zugunsten von Unternehmen umzugestalten, welche die Zahlung der EEG-Umlage umgingen.
Gemeinsam mit Plastics Europe propagierte der Verband der Chemischen Industrie im Jahr 2022 das Chemische Recycling für Plastikabfälle als „ein Schlüsselelement für die Erreichung der Treibhausgasneutralität“ bis 2050. Plastics Europe kündigte an, dass seine Mitgliedsunternehmen (u. a. BASF) Milliarden Euro in Verfahren zum chemischen Recyling investieren würden. Für das Jahr 2025 sollten so 1,2 Millionen Tonnen Plastikabfälle verwertet werden. Das Ziel wurde ein Jahr später auf 900.000 Tonnen gesenkt. Im Jahr 2025 wurden dann nach Schätzungen „deutlich weniger als 100.000 Tonnen“ chemisch recycelt. Laut Recherchen des NDR wurden nur sehr wenige der angekündigten Vorhaben realisiert. Die Geschäftsführerin von Plastics Europe Deutschland, Christine Bunte, machte gegenüber der ARD Kosten, mangelnde Nachfrage und technologische Rückschritte verantwortlich. Kritiker bezeichnen das Werben für das chemische Recycling als „reine Imagekampagne“. Auch der Ausbau des klassischen Recylings blieb hinter den Erwartungen zurück. Wirksam sei nur eine Reduktion der Herstellmenge.

## Fachverbände und Fachvereinigungen
(Quelle: )
- Bundesverband der Pharmazeutischen Industrie (BPI)
- Bundesverband für Tiergesundheit (BfT)
- Bundesverband Medizintechnologie (BVMed)
- Deutsche Bauchemie
- en2x – Wirtschaftsverband Fuels und Energie (ehemals Mineralölwirtschaftsverband, MWV)
- I & P Europe – Imaging and Printing Association
- Industriegaseverband (IGV)
- Industrie-Gemeinschaft Aerosole
- Industrieverband Agrar (IVA)
- Industrieverband Dach- und Dichtungsbahnen (vdd)
- Industrieverband Gießerei-Chemie (IVG)
- Industrieverband Hygiene und Oberflächenschutz für industrielle und institutionelle Anwendung (IHO)
- Industrieverband Klebstoffe (IVK)
- Industrieverband Körperpflege- und Waschmittel (IKW)
- Industrievereinigung Chemiefaser (IVC)
- Pharma Deutschland
- PlasticsEurope Deutschland
- Verband der deutschen Getreideverarbeiter und Stärkehersteller (VDGS)
- Verband der deutschen Lack- und Druckfarbenindustrie (VdL)
- Verband der Diagnostica-Industrie (VDGH)
- Verband der Mineralfarbenindustrie (VdMi)
- Verband Forschender Arzneimittelhersteller (vfa)
- Verband TEGEWA  (Textilhilfsmittel, Gerbstoffe und Waschrohstoffe)[10]
- Deutsche Industrievereinigung Biotechnologie[11]
- Fachvereinigung Anorganische Schwefelverbindungen
- Fachvereinigung Chemieparks
- Fachvereinigung Lebensmittelzusatzstoffe